# Хантсвил (Охајо)
Хантсвил (енгл. Huntsville) град је у америчкој савезној држави Охајо.

## Демографија
По попису из 2010. године број становника је 431, што је 23 (-5,1%) становника мање него 2000. године.
| Група             | 2000.       | 2010.       |
| Белци             | 440 (96,9%) | 422 (97,9%) |
| Афроамериканци    | 1 (0,2%)    | 2 (0,5%)    |
| Азијати           | 1 (0,2%)    | 0 (0,0%)    |
| Хиспаноамериканци | 3 (0,7%)    | 4 (0,9%)    |
| Укупно            | 454         | 431         |